# Suså Dalbro
Suså Dalbro er en 198 meter lang højbro der går henover susådalen nord for Næstved. 
Broen er en del af den nordlige omfartsvej (Ring Nord), der går nord om Næstved.
Broen bære en 2+1 sporet motortrafikvej samt en dobbeltrettet cykelsti og gangsti.
Broen er forberedt til at blive opgraderet fra motortrafikvej til en motorvej, hvis folketinget på et tidspunkt foreslår at der skal bygges en motorvej mellem Næstved og Slagelse (Sjællandske Tværmotorvej), inddrages cykelstien og gangstien, så der er plads til fire spor. 